# Кожино (Кольчугинский район)
Кожино — деревня в Кольчугинском районе Владимирской области России, входит в состав Флорищинского сельского поселения.

## География
Деревня расположена в 1 км на юго-запад от центра поселения посёлка Металлист и в 11 км на северо-запад от райцентра города Кольчугино, близ автодороги 17А-2 Колокша – Кольчугино – Александров – Верхние Дворики.

## История
В конце XIX — начале XX века деревня входила в состав Андреевской волости Александровского уезда. В 1859 году в деревне числилось 54 двора, в 1905 году — 56 дворов, в 1926 году — 76 дворов.
С 1929 года деревня являлась центром Кожинского сельсовета Кольчугинского района, с 1948 года — в составе пригородной зоны города Кольчугино, с 1954 года — в составе Флорищинского сельсовета, с 1965 года — в составе Кольчугинского района, с 2005 года — в составе Флорищинского сельского поселения.

## Население
| 1859 | 1905 | 1926 | 2002 | 2010 | 2021 |
| ---- | ---- | ---- | ---- | ---- | ---- |
| 346  | ↗354 | ↗393 | ↘4   | ↗5   | →5   |